# The Iron Rider
The Iron Rider er en amerikansk stumfilm fra 1920 af Scott R. Dunlap.

## Medvirkende
- William Russell som Larry Lannigan
- Vola Vale som Mera Donovan
- Arthur Morrison som Jim Mason
- Wadsworth Harris som Donovan
- George Nichols som John Lannigan